# 阿里里
阿里里（葡萄牙語：Ariri）是巴西的一个自治区，位于圣保罗州卡纳内亚，南部与巴拉那州隔河相望。

## 历史
阿里里创建于1908年，原属于今巴拉那州阿拉拉皮拉管辖，后因阿拉拉皮拉废弃，阿里里被划入圣保罗州。